# Chaudangsi jezik
Chaudangsi jezik (ISO 639-3: cdn; bangba lo, bangbani, chanpa lo, chaudans lo, saukas, shaukas, tsaudangsi), sinotibetski jezik iz Uttar Pradesha u Indiji i susjednog Nepala. Pripada zapadnohimalajskoj podskupini almora zajedno s jezicima byangsi [bee], darmiya [drd] i rangkas [rgk], svi iz Indije.
Među selima u kojima se ovaj jezik u Indiji govori nabrojena su Panggu, Rongto, Rimzhim, Waiku, Monggong, Chilla, Song, Sosa, Sirdang, Sirkha, Rung, Zipti, Gala, Tangkul, i još neka. U Nepalu se govori u deset sela u zoni Mahakali, distrikt Darchula. Mnogi se služe i jezicima kumaoni [kfy] i hindskim. 
Ukupan broj govornika iznosi 1 830 u Indiji (2000) i 1 200 u Nepalu (2000).

## Vanjske poveznice
- Ethnologue (14th)
- Ethnologue (15th)